# Thomas Lejdström
Thomas Lejdström (Suecia, 31 de mayo de 1962) es un nadador sueco retirado especializado en pruebas de estilo libre, donde consiguió ser medallista de bronce olímpico en 1984 en los 4 x 100 metros estilo libre.

## Carrera deportiva
En los Juegos Olímpicos de Los Ángeles 1984 ganó la medalla de bronce en los relevos de 4 x 100 metros estilo libre, con un tiempo de 3:22.69 segundos, tras Estados Unidos (oro) y Australia (plata), siendo sus compañeros de equipo los nadadores: Per Johansson, Bengt Baron, Mikael Örn, Rikard Milton y Michael Söderlund.